# Efecte Seebeck

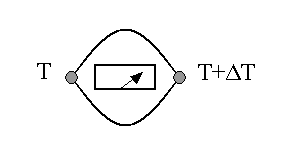
Experiment de Seebeck

L'efecte Seebeck és un efecte termoelèctric que fa que una agulla metàl·lica sigui desviada quan es posa entre dos conductors de diferent material soldats pels extrems i sotmesos a un gradient tèrmic (vegeu figura). Fou descobert pel físic alemany Thomas Johann Seebeck el 1821.
El fenomen es va explicar per l'aparició d'un camp magnètic i també per l'existència del camp magnètic terrestre. No fou fins molt més tard que hom va comprendre l'origen elèctric del fenomen: una diferència de potencial apareix a la soldadura de dos materials sotmesos a una diferència de temperatura. La utilització més coneguda de l'efecte de Seebeck és la mesura de la temperatura amb l'ajut de termoparells. D'altra banda, aquest efecte és a la base de la generació d'electricitat per efecte termoelèctric.

## Principi

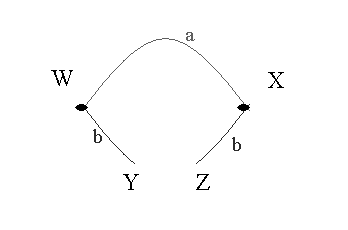
La figura següent mostra el circuit termoelèctric de base

Dos materials conductors de natures diferents a i b són units per dues soldadures en X i W. L'efecte Seebeck es produeix quan una s'aplica una diferència de temperatura dT entre W i X, això comporta l'aparició d'una diferència de potencial dV entre Y i Z. En un circuit obert, el coeficient Seebeck del parell de materials, Sab, o poder termoelèctric es defineix per:
{\displaystyle S_{ab}={\frac {dV}{dT}}\,}
Si per TW > TX la diferència de potencial és tal que VY>VZ, llavors Sab és positiu.
El coeficient de Seebeck de cadascun dels materials és relacionat amb el coeficient del parell per la relació:
{\displaystyle S_{ab}=S_{a}-S_{b}\,}
El coeficient Seebeck s'explica en V.K-1 (o de manera més general en µV.K-1 a la vista dels valors d'aquest coeficient als materials més usuals).
William Thomson (Lord Kelvin) va demostrar que el coeficient de Seebeck està relacionat amb els coeficients de Peltier i Thomson segons:
- {\displaystyle \Pi _{ab}=S_{ab}T\,}
- {\displaystyle \tau _{a}-\tau _{b}=T{\frac {dS_{ab}}{dT}}\,}

on Π és els coeficient Peltier i τ el coeficient Thomson.

## Mesura del coeficient Seebeck
A la pràctica, el coeficient Seebeck només pot ser mesurat per un parell de materials, això fa que sigui necessari de disposar d'una referència. Això vindrà facilitat per la propietat dels materials superconductors de tenir un coeficient Seebeck S nul. En efecte, l'efecte Seebeck està relacionat amb el transport d'entropia pels transportadors de càrrega dintre del material (electrons o forats). Històricament, el valor de Sab mesurat fins a la temperatura crítica de Nb₃Sn (Tc=18K) per a un parell Pb-Nb₃Sn permet obtenir SPb fins a 18K. La mesura de l'efecte Thomson fins a la temperatura ambient permet obtenir SPb sobre tota la gamma de temperatura, això fa del plom un material de referència.

### Dispositiu experimental
El principi de la determinació del coeficient de Seebeck reposa sobre la determinació d'una diferència de potencial induïda per una diferència de temperatura coneguda (vegeu esquema).

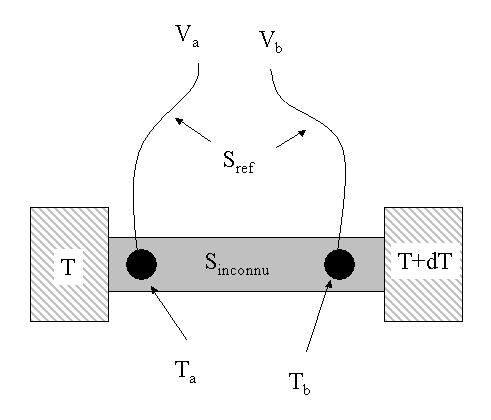
Exemple de dispositiu de mesura del coeficient Seebeck

Una mostra de la qual hom desconeix el coeficient de Seebeck(Sinconnu) es fixa entre un bany tèrmic a la temperatura T, que evacua calor, i un escalfador a la temperatura T+dT que proporciona calor a la mostra. D'aquesta manera en sotmetre la mostra a un gradient de temperatura, apareix una diferència de potencial.
Dos termoparells del mateix material, generalment un aliatge d'or i ferro, de níquel i crom o de coure i níquel, dels quals es coneix el coeficient Seebeck (Sref) se solden sobre la mostra en els punts a i b. Aquests termoparells permeten al mateix temps mesurar els potencials Va i Vb i les temperatures Ta i Tb. El coeficient Seebeck del material s'obtindrà a partir de la relació:
{\displaystyle S_{inconnu}=S_{ref}+{\frac {V_{a}-V_{b}}{T_{a}-T_{b}}}\,}

### Coeficient Seebeck d'alguns metalls a 300 °C
| Ag | 0.73  | Fe | 11.6 | Nb | 1.05  | Sr | -3   |
| Al | -2.2  | Ga | 0.5  | Nd | -4    | Ta | 0.7  |
| Au | 0.82  | Gd | -4.6 | Ni | -8.5  | Tb | -1.6 |
| Ba | -4    | Hf | 0    | Np | 8.9   | Th | 0.6  |
| Be | -2.5  | Ho | -6.7 | Os | -3.2  | Ti | -2   |
| Ca | 1.05  | In | 0.56 | Pb | -0.58 | Tl | 0.6  |
| Cd | -0.05 | Ir | 1.42 | Pd | 1.1   | Tm | -1.3 |
| Ce | 13.6  | K  | -5.2 | Pu | 12    | U  | 3    |
| Co | -8.43 | La | 0.1  | Rb | -3.6  | V  | 2.9  |
| Cr | 5     | Li | 4.3  | Re | -1.4  | W  | -4.4 |
| Cs | -     | Lu | -6.9 | Rh | 0.8   | Y  | -5.1 |
| Cu | 1.19  | Mg | -2.1 | Ru | 0.3   | Yb | 5.1  |
| Dy | -4.1  | Mn | -2.5 | Sc | -14.3 | Zn | 0.7  |
| Er | -3.8  | Mo | 0.1  | Sm | 0.7   | Zr | 4.4  |
| Eu | 5.3   | Na | -2.6 | Sn | -0.04 |    |      |